# Хутен
Хортен (на норвежки: Horten) е град и едноименна община в Южна Норвегия. Разположен е на брега на Северно море във фиорда Ослофьорд, фюлке Вестфол на около 75 km южно от столицата Осло. В Хортен се намира Норвежкият кралски военноморски музей, основан през 1853 г., смятан за най-стария подобен музей в света. Има жп гара и малко пристанище. Население около 18 000 жители според данни от преброяването към 1 януари 2008 г.
Има ферибот до Мос – от другата страна на Ослофиорд.